# Gaetano Ricciolini

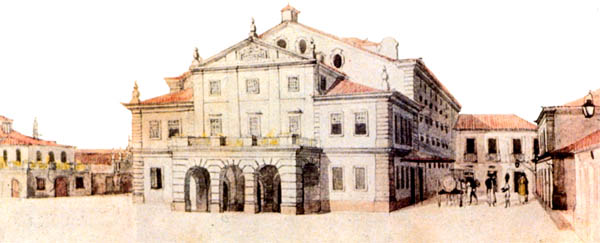
Fachada del Teatro Sao Joao en Río de Janeiro, Brasil

Gaetano Ricciolini (Florencia, 27 de agosto de 1778 - Río de Janeiro, 9 de octubre de 1845) fue un bajo-barítono italiano, pionero de la ópera y del ballet en América del Sur.
Empezó su carrera lírica en Florencia en el siglo XVIII. Se estableció en Portugal en 1805 como cantante del Teatro Real de S. Carlos en Lisboa. Allí conoció a la soprano portuguesa Isabel Rubio Ricciolini, con quién se casó en 1811.
Por invitación del director y barítono italiano Michele Vaccani, Gaetano Ricciolini se trasladó a Río de Janeiro en 1817 para integrar la compañía de ópera italiana del Real Teatro de S. João.
En 1824, aceptó la invitación del tenor español Mariano Pablo Rosquellas para formar una compañía de ópera italiana en el Teatro Coliseo de Buenos Aires.  Participó de los estrenos argentinos de las óperas "Il Barbiere di Siviglia" (27 de septiembre de 1825), "La Cenerentola" (4 de mayo de 1826), "L'Italiana in Algeri" (30 de junio de 1826), todas de Rossini, y "Don Giovanni" (8 de febrero de 1827), de Mozart. En 1828 y 1829, escribió y dirigió los primeros espectáculos de ballet en la Argentina.
Con la llegada de Juan Manuel de Rosas al poder, Ricciolini dejó la Argentina y, después de vivir algunos años en Porto Alegre, regresó a Río de Janeiro en 1837.